# Liste von Schiffen mit dem Namen Braunschweig
Braunschweig wurde mehrfach als Name für Kriegs- und Handelsschiffe genutzt. Mit dem Namen wurde zunächst das Herzogtum Braunschweig, später die Stadt Braunschweig geehrt.

## Schiffsliste
| Bezeichnung      | Schiffsart                  | Klasse / Typ           | Baujahr | Bauwerft                                  | Eigner                            | Dienstzeit | Verbleib | Bild |
| ---------------- | --------------------------- | ---------------------- | ------- | ----------------------------------------- | --------------------------------- | ---------- | --- | ---- |
| Braunschweig     | Passagier- und Frachtschiff | Strassburg-Klasse      | 1873    | R. Steele & Co. Ltd., Greenock            | Norddeutscher Lloyd               | 1873–1896  | 1896 in Genua abgewrackt |      |
| Braunschweig     | Linienschiff                | Braunschweig-Klasse    | 1902    | Germaniawerft, Kiel                       | Kaiserliche Marine / Reichsmarine | 1904–1926  | 1932 abgewrackt |      |
| Braunschweig     | Frachtschiff                |                        | 1915    | Bremer Vulkan, Vegesack                   | ?                                 | 1915–1933  | 1933 abgewrackt? (Hinweis auf das Schiff von) |      |
| W 2 Braunschweig | Polizeiboot                 | Seegehendes Küstenboot | 1939    | Kröger-Werft, Warnemünde                  | Wasserschutzpolizei Niedersachsen | 1939–1967  | 1939–1945 Flugbetriebsboot für Luftwaffe bzw. Sperr-/Taucherboot der Kriegsmarine. 1954 zur WSP Nds., 1959 umbenannt in W 3 Braunschweig. 1967 ausgesondert |      |
| Braunschweig     | Frachtschiff                | Braunschweig-Klasse    | 1953    | Deutsche Werft, Hamburg                   | HAPAG                             | 1953–1971  | 1971 verkauft, in Morias umbenannt |      |
| Braunschweig     | Fischtrawler                |                        | 1955    | Seebeck, Bremerhaven                      | ?                                 | 1955–1968  | 1968 in Bremerhaven abgewrackt (Hinweis auf das Schiff von)                                                                                                 |      |
| Braunschweig     | Fregatte                    | Köln-Klasse            | 1962    | Stülcken-Werft, Hamburg                   | Bundesmarine                      | 1964–1989  | An die Türkei verkauft, dort als Gemlik in Dienst |      |
| Braunschweig     | Autotransporter             |                        | 1982    | Kurushima Dockyard Co., Japan             | New Auto Carrier S.A. Panama      | 1982–2009  | 2009 in Xinhui (China) abgewrackt |      |
| Braunschweig     | Autotransporter             |                        | 1987    | Uljanik R.O. Brodogradilište, Jugoslawien | Ferncaravelle I/S                 | seit 1987  | verkauft / umbenannt: 1996–2001 Forza; seit 2001 Brüssel |      |
| Braunschweig     | Korvette                    | Braunschweig-Klasse    | 2006    | Blohm + Voss, Hamburg                     | Deutsche Marine                   | seit 2008  | |      |